# Teratophyllum luzonicum
Teratophyllum luzonicum är en träjonväxtart som beskrevs av Holtt. Teratophyllum luzonicum ingår i släktet Teratophyllum och familjen Dryopteridaceae. Inga underarter finns listade.